# Campionato mondiale di baseball 2005
La XXXVI edizione del  Campionato mondiale di baseball si tenne nelle città olandesi di Rotterdam, Haarlem, Almere, Amsterdam e Eindhoven dal 2 al 17 settembre 2005. 

## Primo turno
Le prime quattro di ogni girone si qualificano ai quarti di finale.

### Gruppo A
| Data         | Ora   | Stadio    | Squadra 1     | Squadra 2     | Ris.   | Note       |
| ------------ | ----- | --------- | ------------- | ------------- | ------ | ---------- |
| 2 settembre  | 19h15 | Rotterdam | Paesi Bassi   | Cina          | 13 - 3 | 8 innings  |
| 3 settembre  | 13h00 | Rotterdam | Svezia        | Paesi Bassi   | 0 - 18 | 7 innings  |
| 3 settembre  | 13h00 | Haarlem   | Sud Africa    | Cuba          | 2 - 12 | 7 innings  |
| 3 settembre  | 13h00 | Amsterdam | Corea del Sud | Panama        | 3 - 5  |            |
| 3 settembre  | 13h00 | Eindhoven | Cina          | Brasile       | 6 - 5  | 15 innings |
| 4 settembre  | 13h00 | Rotterdam | Paesi Bassi   | Corea del Sud | 6 - 2  |            |
| 4 settembre  | 13h00 | Haarlem   | Brasile       | Sud Africa    | 2 - 1  |            |
| 4 settembre  | 19h00 | Haarlem   | Panama        | Cuba          | 2 - 6  |            |
| 4 settembre  | 13h00 | Almere    | Canada        | Svezia        | 10 - 0 | 7 innings  |
| 5 settembre  | 19h00 | Rotterdam | Cuba          | Brasile       | 11 - 1 | 7 innings  |
| 5 settembre  | 19h00 | Almere    | Sud Africa    | Cina          | 1 - 11 |            |
| 5 settembre  | 13h00 | Eindhoven | Corea del Sud | Canada        | 7 - 6  |            |
| 5 settembre  | 13h00 | Eindhoven | Svezia        | Panama        | 1 - 11 | 7 innings  |
| 6 settembre  | 13h00 | Rotterdam | Cuba          | Svezia        | 15 - 0 | 7 innings  |
| 6 settembre  | 19h00 | Rotterdam | Cina          | Panama        | 4 - 5  |            |
| 6 settembre  | 13h00 | Haarlem   | Canada        | Sud Africa    | 12 - 1 | 7 innings  |
| 6 settembre  | 19h00 | Haarlem   | Paesi Bassi   | Brasile       | 7 - 0  |            |
| 7 settembre  | 19h00 | Rotterdam | Sud Africa    | Paesi Bassi   | 2 - 20 | 7 innings  |
| 7 settembre  | 19h00 | Haarlem   | Panama        | Canada        | 13 - 6 |            |
| 7 settembre  | 18h00 | Amsterdam | Cina          | Cuba          | 8 - 12 |            |
| 7 settembre  | 19h00 | Eindhoven | Brasile       | Corea del Sud | 0 - 4  |            |
| 9 settembre  | 19h00 | Rotterdam | Cuba          | Corea del Sud | 4 - 1  |            |
| 9 settembre  | 19h00 | Haarlem   | Canada        | Paesi Bassi   | 3 - 7  |            |
| 9 settembre  | 19h00 | Almere    | Panama        | Brasile       | 8 - 5  |            |
| 9 settembre  | 19h00 | Eindhoven | Svezia        | Cina          | 5 - 7  |            |
| 10 settembre | 19h00 | Haarlem   | Paesi Bassi   | Panama        | 9 - 5  |            |
| 10 settembre | 13h00 | Amsterdam | Canada        | Cuba          | 0 - 7  |            |
| 10 settembre | 18h00 | Amsterdam | Sud Africa    | Svezia        | 4 - 10 |            |
| 10 settembre | 19h00 | Eindhoven | Corea del Sud | Cina          | 3 - 1  |            |
| 11 settembre | 13h00 | Rotterdam | Cuba          | Paesi Bassi   | 3 - 1  |            |
| 11 settembre | 19h00 | Rotterdam | Brasile       | Svezia        | 11 - 4 |            |
| 11 settembre | 18h00 | Amsterdam | Cina          | Canada        | 2 - 14 | 7 innings  |
| 11 settembre | 13h00 | Eindhoven | Corea del Sud | Sud Africa    | 4 - 3  | 13 innings |
| 12 settembre | 13h00 | Rotterdam | Panama        | Sud Africa    | 5 - 1  |            |
| 12 settembre | 19h00 | Rotterdam | Brasile       | Canada        | 4 - 12 |            |
| 12 settembre | 13h00 | Haarlem   | Svezia        | Corea del Sud | 2 - 12 | 8 innings  |

### Gruppo B
| Data         | Ora   | Stadio    | Squadra 1       | Squadra 2       | Ris.   | Note      |
| ------------ | ----- | --------- | --------------- | --------------- | ------ | --------- |
| 3 settembre  | 19h00 | Rotterdam | Taiwan          | Repubblica Ceca | 10 - 1 |           |
| 3 settembre  | 19h00 | Haarlem   | Australia       | Porto Rico      | 4 - 2  |           |
| 3 settembre  | 19h00 | Almere    | Spagna          | Giappone        | 2 - 9  |           |
| 4 settembre  | 19h00 | Rotterdam | Repubblica Ceca | Spagna          | 5 - 15 | 8 innings |
| 4 settembre  | 13h00 | Amsterdam | Porto Rico      | Giappone        | 5 - 4  |           |
| 4 settembre  | 19h00 | Almere    | Nicaragua       | Australia       | 2 - 0  |           |
| 4 settembre  | 19h00 | Eindhoven | USA             | Colombia        | 12 - 1 | 7 innings |
| 5 settembre  | 13h00 | Rotterdam | Giappone        | Repubblica Ceca | 19 - 0 | 7 innings |
| 5 settembre  | 13h00 | Haarlem   | Spagna          | Taiwan          | 2 - 12 | 7 innings |
| 5 settembre  | 19h00 | Haarlem   | Australia       | USA             | 4 - 6  |           |
| 5 settembre  | 18h00 | Amsterdam | Colombia        | Porto Rico      | 0 - 10 | 8 innings |
| 6 settembre  | 13h00 | Amsterdam | Giappone        | Colombia        | 12 - 0 | 7 innings |
| 6 settembre  | 19h00 | Amsterdam | USA             | Spagna          | 11 - 1 | 7 innings |
| 6 settembre  | 19h00 | Almere    | Nicaragua       | Repubblica Ceca | 1 - 0  |           |
| 6 settembre  | 13h00 | Eindhoven | Taiwan          | Porto Rico      | 4 - 6  |           |
| 7 settembre  | 13h00 | Rotterdam | Spagna          | Nicaragua       | 2 - 5  |           |
| 7 settembre  | 13h00 | Haarlem   | Porto Rico      | USA             | 6 - 12 |           |
| 7 settembre  | 13h00 | Almere    | Taiwan          | Giappone        | 1 - 7  |           |
| 7 settembre  | 19h00 | Almere    | Repubblica Ceca | Australia       | 0 - 14 | 7 innings |
| 8 settembre  | 18h00 | Amsterdam | Colombia        | Nicaragua       | 2 - 12 | 8 innings |
| 9 settembre  | 13h00 | Rotterdam | USA             | Nicaragua       | 2 - 14 |           |
| 9 settembre  | 13h00 | Haarlem   | Porto Rico      | Repubblica Ceca | 11 - 1 | 8 innings |
| 9 settembre  | 18h00 | Amsterdam | Giappone        | Australia       | 4 - 2  |           |
| 9 settembre  | 13h00 | Eindhoven | Colombia        | Taiwan          | 3 - 2  |           |
| 10 settembre | 13h00 | Rotterdam | Australia       | Taiwan          | 4 - 11 |           |
| 10 settembre | 19h00 | Rotterdam | Nicaragua       | Porto Rico      | 5 - 6  |           |
| 10 settembre | 13h00 | Haarlem   | Spagna          | Colombia        | 6 - 4  |           |
| 10 settembre | 19h00 | Almere    | USA             | Giappone        | 6 - 7  |           |
| 11 settembre | 19h00 | Haarlem   | Giappone        | Nicaragua       | 11 - 3 |           |
| 11 settembre | 19h00 | Almere    | Repubblica Ceca | Colombia        | 3 - 14 | 7 innings |
| 11 settembre | 19h00 | Eindhoven | Australia       | Spagna          | 8 - 0  |           |
| 12 settembre | 19h00 | Haarlem   | Colombia        | Australia       | 1 - 5  |           |
| 12 settembre | 18h00 | Amsterdam | Repubblica Ceca | USA             | 3 - 7  |           |
| 12 settembre | 15h00 | Almere    | Nicaragua       | Taiwan          | 11 - 4 |           |
| 12 settembre | 19h00 | Eindhoven | Porto Rico      | Spagna          | 7 - 4  |           |
| 13 settembre | 15h00 | Haarlem   | Taiwan          | USA             | 4 - 5  |           |